# AP
AP, Ap (латиница) — аббревиатура или обозначение:
- Ability Power — сила умений, часто используется в популярной онлайн игре League of legends.

- Access Point — базовая станция, предназначенная для обеспечения доступа к компьютерной сети.
- Accounts Payable — экономический термин.
- Acetone Peroxide — взрывчатое вещество.
- Ammonium Perchlorate — окислитель.
- Action Point[англ.] — термин в компьютерных играх.
- Alternative Press — ежемесячный американский музыкальный журнал.
- Animal Planet — американский телеканал.
- Associated Press — международное информационно-новостное агентство.
- Arbeiderparti — политическая партия в Норвегии.
- Attachment Parenting — псевдонаучная теория, метод воспитания детей.
- AP — корабль обеспечения ВМС США.
- Ap — тип звезды.
- Arena Points — очки получаемые за участие в системе PVP боев в игре World of Warcrat.